# Grön kemi
Grön kemi är ett tänkesätt som innebär att kemiska föreningar och synteser bör designas så att de är så miljövänliga som möjligt. Grön kemi omfattar en helhetssyn med allt ifrån råvaror, kemikaliehantering, processer
och slutprodukter till klimathänsyn och energianvändning. Grön kemi började utvecklas i USA i början av 1990-talet.
I grön kemi syftar man till att minimera avfallsmängden och energikonsumtionen. Man borde använda förnybara utgångsämnen och den slutliga produkten borde innehålla så många av reaktanternas atomer som möjligt. Därför bör man undvika skyddsgrupper och föredra additionsreaktioner framför substitutionsreaktioner. Man bör även undvika lösningsmedel eller använda miljövänliga lösningsmedel såsom vatten och superkritisk koldioxid. Det lönar sig att utnyttja katalysatorer, för de används i små mängder och de kan fungera många gånger, till skillnad från reagenser. Energi kan man spara genom att utföra reaktioner vid rumstemperatur och normalt tryck när det är möjligt.
Till grön kemi-principerna hör också att kemikalier och reaktioner bör designas med hänsyn till säkerheten. Önskvärda egenskaper hos produkter är låg toxicitet och bionedbrytbarhet. Processer bör planeras så att potentialen för olyckor minimeras.

## Principer
Paul Anastas och John Warner har formulerat tolv principer för grön kemi:
1. Undvik avfall.
2. Designa säkrare kemikalier och produkter.
3. Designa mindre riskfyllda kemiska synteser.
4. Använd förnybara råmaterial.
5. Använd katalysatorer, inte stökiometriska reagenser.
6. Undvik kemiska derivat.
7. Maximera atomekonomin.
8. Använd säkrare lösningsmedel och reaktionsförhållanden.
9. Öka energieffektiviteten.
10. Designa kemikalier och produkter som kan degraderas efter användning.
11. Analysera i realtid för att förhindra föroreningar.
12. Minimera olyckspotentialen.